# Косма і Даміан
Косма́ і Даміа́н (III століття —  27 вересня 287 або 303) — арабські лікарі-близнюки, християнські мученики. Прославилися як милосердні й безкорисливі лікарі, що не брали грошей за свою роботу; через це отримали прізвисько «безсрібників» (грец. Ανάργυροι, Anargyroi). Допомагаючи людям, навернули багатьох до християнства. Патрони лікарів, аптекарів, фармацевтів, хірургів, зубних лікарів.  День вшанування у православних (День святих чудотворців Безсрібників Кузьми й Дем'яна) — 1 листопада.

## Життєпис
Народилися в Аравії, у християнській родині. Вивчали мистецтво знахарства у портовому місті Егея, Кілікія (сучасна Туреччина, провінція Мерсін, містечко Аяш). Жили в Кирі на терені Сирії в III столітті. З християнського дому винесли живу віру та міцну любов до Бога та ближніх. Цей дар разом з Божою благодатю робив їх здатними до великих чинів, аж до смерті за віру.
Були талановитими лікарями, за що мали велику славу. Особливу шану мали через те, що не брали плати за свою роботу, за що і були прозвані безсрібниками. Лікували усіх, особливу увагу приділяли бідним.
Лікуючи хворих, святі часто залучали їх до християнства. Під час гонінь на християн в часи імператора Діоклетіана були арештовані за наказом префекта Лісія, який вимагав від братів зректися Ісуса Христа. За переказом, незважаючи на постійні тортури, чудесним чином залишалися неушкодженими у воді, вогні, повітрі й на розп'ятті. Страчені через відрубання голови мечем; разом із ними загинули брати Антімій, Леонтій та Евпрепій. Культ вшанування поширився після смерті й був пов'язаний із їхнімі мощами, похованими в Кирі, Сирія. 

## Ушанування
Їх гроб прославився чудами і став місцем численних прощ. Люди вірили, що оскільки за життя вони лікували тіла і душі, то тим більше на небі можуть дістати для них багато ласк. Над їх гробом було споруджено базиліку. Їх культ поширився по цілій церкві.
Імператор Юстиніан I збудував на честь святих мучеників церкву в Константинополі, яка стала популярним місцем паломництва хворих. Так само, римський папа Фелікс IV спорудив на честь святих лікарів церкву в Римі, мозаїки якої залишаються одними із найцінніших в місті.
В живописі та іконографії зображуються в багатих шатах, з ліками, медичними інструментами, часто зі скриньками для коштовностей і благоухань і зі знаряддями їх тортур і смерті (камінь або меч).
Православна церква вшановує їх 1 листопада. Католицька церква згадує їх пам'ять 26 вересня.

## Храми

### Католицькі
- Базиліка Косми і Даміана (Рим)
- Львівщина — у містах Львів, Ходорів[3], селах Сороки, Воля Якубова, Убині[4];
- Пряшівський край (Словаччина) — у селі Цигелка, Притуляни.

### Православні
Церкви:
- Тернопільщина — у селі Рудка;
- Волинь — у селі Вишнів;
- Буковина — у селі Біла Криниця.
- Хмельниччина - у селі Клубівка.
- Львівщина - у селі Скелівка

Монастирі
- Крим — Козьмо-Дем'янівський монастир на Бабуган-яйлі.

## Свято

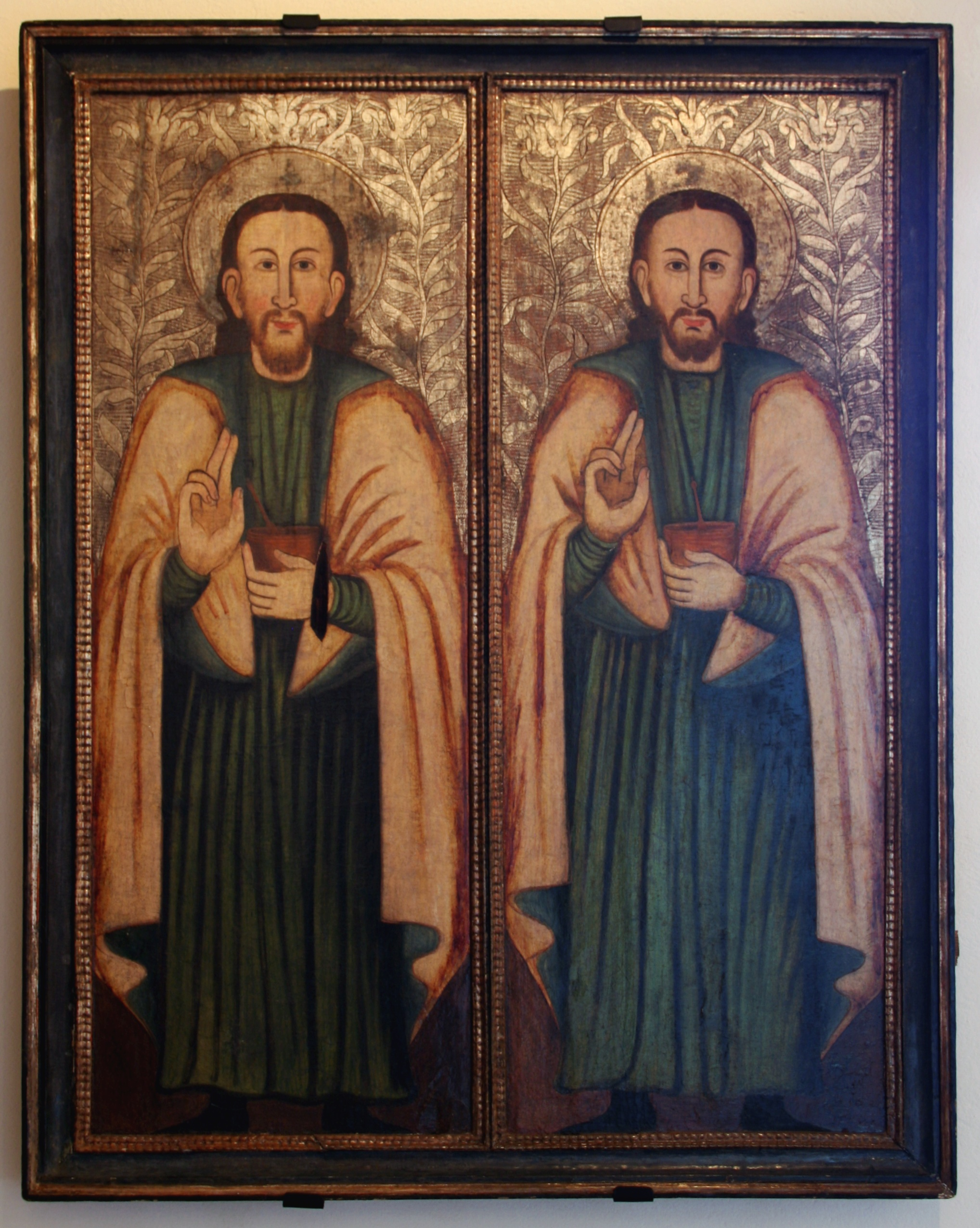
Святі Кузьма і Дем'ян, історичний музей міста Сянок на Лемківщині

У давні часи Кузьми-Дем'яна (1 листопада) особливо чекала молодь: у цей день робили складчину. Дівчата приносили курей, яких різали і та готували з них страви, а хлопці — солодощі для дівчат та напої. Це був своєрідний конкурс дівочої кулінарної майстерності.
У господарів були свої клопоти. Всі вирушали до саду та обкопували на зиму дерева. Господині сплітали у вінки вже добре просушену цибулю-сіянку та вішали на жередку в хаті. Там вона висіла до Явдохи (1 березня). Вважалося, якщо таку цибулю висадити у грядку, то вона не буде стрілкуватися.

### Православна Церква України
У 2019 році Предстоятель ПЦУ митрополит Епіфаній благословив встановити день вшанування Косми і Даміана днем святих покровителів лікарів ветеринарної медицини. З 2023 року ПЦУ вшановує цих святих 1 листопада.

## Народні повір'я
Про погодні особливості цього дня та прогнози на майбутнє говорили так:
- Якщо Кузьма-Дем'ян скує землю морозом — до весни вона вже не розмерзнеться
- Випаде сніг — на весняну повінь.
- Якщо розвезе дорогу (бездоріжжя) — не жди морозів до початку грудня. Якщо вітер на Кузьми-Дем'яна, то буде дорога санна, тобто випаде сніг, по якому вже можна їздити. А також зима буде тверда і рана.

## Патрони

Герб Кантабрії з головами Косми і Даміана

- Іспанія: Кантабрія
- Португалія: Гондомар